# Сан-Марино на летних Олимпийских играх 2024

## Квалификация
| № п/п | Вид спорта       | Мужчины        | Мужчины                | Женщины        | Женщины                | Всего          | Всего                  |
| № п/п | Вид спорта       | Завоевано квот | Количество спортсменов | Завоевано квот | Количество спортсменов | Завоевано квот | Количество спортсменов |
| ----- | ---------------- | -------------- | ---------------------- | -------------- | ---------------------- | -------------- | ---------------------- |
| 1     | Борьба           | 1              | 1                      |                |                        | 1              | 1                      |
| 2     | Лёгкая атлетика  |                |                        | 1              | 1                      | 1              | 1                      |
| 3     | Плавание         | 1              | 1                      |                |                        | 1              | 1                      |
| 4     | Стрельба         |                |                        | 1              | 1                      | 1              | 1                      |
| 5     | Стрельба из лука |                |                        | 1              | 1                      | 1              | 1                      |
|       | ИТОГО            | 2              | 2                      | 3              | 3                      | 5              | 5                      |

## Состав команды
Борьба
Вольная борьба
1. Амин Майлз Назем

 Лёгкая атлетика
1. Алессандра Гаспарелли[англ.]

 Плавание
1. Лорис Бьянки[англ.]

 Стрельба
1. Алессандра Перилли

 Стрельба из лука
1. Джорджия Сезарини[англ.]

## Борьба
Сан-Марино завоевало одно место в мужской вольной борьбе на Чемпионате мира по борьбе 2023 года в Белграде, Сербия.
Вольная борьба
| Спортсмен        | Категория        | 1/8 финала                | Четвертьфиналы                | Полуфиналы            | Утешит. поединки   | Финал /За 3 место         | Финал /За 3 место |
| Спортсмен        | Категория        | Соперник Результат        | Соперник Результат            | Соперник Результат    | Соперник Результат | Соперник Результат        | Место             |
| ---------------- | ---------------- | ------------------------- | ----------------------------- | --------------------- | ------------------ | ------------------------- | ----------------- |
| Амин Майлз Назем | Мужчины до 86 кг | UKRВасилий Михайлов В 7–4 | AZEОсман Нурмагомедов В 16–14 | IRIХасан Яздани П 1–7 | —                  | GREДаурен Куруглиев П 4–5 | =5                |

## Легкая атлетика
Сан-Марино получило одно универсальное место для участия в женских легкоатлетических соревнованиях.
Беговые дисциплины
| Спортсмен             | Дисциплина    | Предв. забеги | Предв. забеги | 1 круг    | 1 круг | Утеш. забеги          | Утеш. забеги          | Полуфиналы            | Полуфиналы            | Финал                 | Финал                 |
| Спортсмен             | Дисциплина    | Результат     | Место         | Результат | Место  | Результат             | Место                 | Результат             | Место                 | Результат             | Место                 |
| --------------------- | ------------- | ------------- | ------------- | --------- | ------ | --------------------- | --------------------- | --------------------- | --------------------- | --------------------- | --------------------- |
| Алессандра Гаспарелли | Женщины 100 м | 11,62         | 2 Q           | 11,54 NR  | 7      | завершила выступление | завершила выступление | завершила выступление | завершила выступление | завершила выступление | завершила выступление |

## Плавание
Сан-Марино получило одно универсальное место для участия в олимпийском турнире пловцов.
| Спортсмен    | Дисциплина                  | Заплывы | Заплывы | Полуфиналы           | Полуфиналы           | Финал                | Финал                |
| Спортсмен    | Дисциплина                  | Время   | Место   | Время                | Место                | Время                | Место                |
| ------------ | --------------------------- | ------- | ------- | -------------------- | -------------------- | -------------------- | -------------------- |
| Лорис Бьянки | Мужчины 400 м вольный стиль | 4.01,13 | 32      | завершил выступление | завершил выступление | завершил выступление | завершил выступление |

## Стрельба
Сан-Марино получило одно место в женском трапе по Мировому Олимпийскому рейтингу. 
| Спортсмен          | Дисциплина | Квалификация | Квалификация | Финал                 | Финал                 |
| Спортсмен          | Дисциплина | Баллы        | Место        | Баллы                 | Место                 |
| ------------------ | ---------- | ------------ | ------------ | --------------------- | --------------------- |
| Алессандра Перилли | Трап       | 116          | 15           | завершила выступление | завершила выступление |

## Стрельба из лука
Сан-Марино получило одно универсальное место для участия в женском индивидуальном турнире стрелков из лука.
| Спортсмен         | Дисциплина                        | Предварительный раунд | Предварительный раунд | 1/32 финала                | 1/16 финала          | 1/8 финала           | Четвертьфиналы       | Полуфиналы           | Финал / За 3 место   | Финал / За 3 место   |
| Спортсмен         | Дисциплина                        | Результат             | Посев                 | Соперник Счет              | Соперник Счет        | Соперник Счет        | Соперник Счет        | Соперник Счет        | Соперник Счет        | Место                |
| ----------------- | --------------------------------- | --------------------- | --------------------- | -------------------------- | -------------------- | -------------------- | -------------------- | -------------------- | -------------------- | -------------------- |
| Джорджия Сезарини | Женщины индивидуальное первенство | 625                   | 58                    | Мишель Кроппен (GER) П 3–7 | завершил выступление | завершил выступление | завершил выступление | завершил выступление | завершил выступление | завершил выступление |